# طابع غاندي 10 روبيات
طابع غاندي 10 روبيات، يُعد طابع البريد الهندي فئة 10 روبيات، الذي يحمل صورة المهاتما غاندي، والذي أصدرته الهند عام 1948، أحد أشهر طوابع البريد الهندية. في 15 أغسطس 1948، وبمناسبة الذكرى السنوية الأولى لاستقلال الهند، كُرِّم غاندي كأول هندي تُطبع صورته على طوابع بريد هندية. طُبعت كلمة "خدمة" على مجموعة من 100 طابع، وقُدِّمت حصريًا للحاكم العام للهند لاستخدامه الرسمي. يُعد طابع غاندي فئة 10 روبيات، الذي يحمل كلمة "خدمة"، أحد أندر الطوابع وأكثرها قيمة في الهند.

## التاريخ
كانت الخطة الأصلية هي إصدار مجموعة من الطوابع تصور المهاتما غاندي ("بابو" أو "الأب" باللغة الهندية) في يناير 1948. عُهد إلى مطبعة الأمن الهندية في ناشيك بمهمة إنتاج مجموعة من أربعة طوابع. ولكن قبل إصدار وطبع الطوابع، اغتيل غاندي. قررت الحكومة الهندية طباعة هذهِ الطوابع كطابع تذكاري، باستخدام مطبعة الحفر الضوئي، وبالتالي اضطرت إلى الاستعانة بخدمات المطبعة السويسرية، هيليو كورفوازييه، سا. لاشو دو فون، بدلاً من مطبعة الأمن الهندية. طُبعت كلمة "بابو" على الطابع باللغتين الهندية والأردية كرمز للوئام الطائفي. تم إصدار أربعة طوابع بفئات 1.5 آنة، و3.5 آنة، و12 آنة، و10 روبيات. صدر أحد طوابع المجموعة بسعر مرتفع للغاية بلغ 10 روبيات، ليكون بعيدًا عن متناول عامة الناس في الهند. صدرت الطوابع في 15 أغسطس 1948، بمناسبة الذكرى السنوية الأولى ليوم استقلال الهند.

## تصميم الطباعة
صوّر طابع العشر روبيات بلون رمادي على خلفية بنية مائلة إلى الحمرة. طُبع ما مجموعهُ 250,000 طابع بريد في صحيفة أوراق من 50 طابعًا، في خمسة صفوف من 10 طوابع، بثقب يبلغ 11.5 مم. ومن المعروف وجود حالات تزوير في كلا الطابعين، وأغلفة اليوم الأول التي تحملهما.

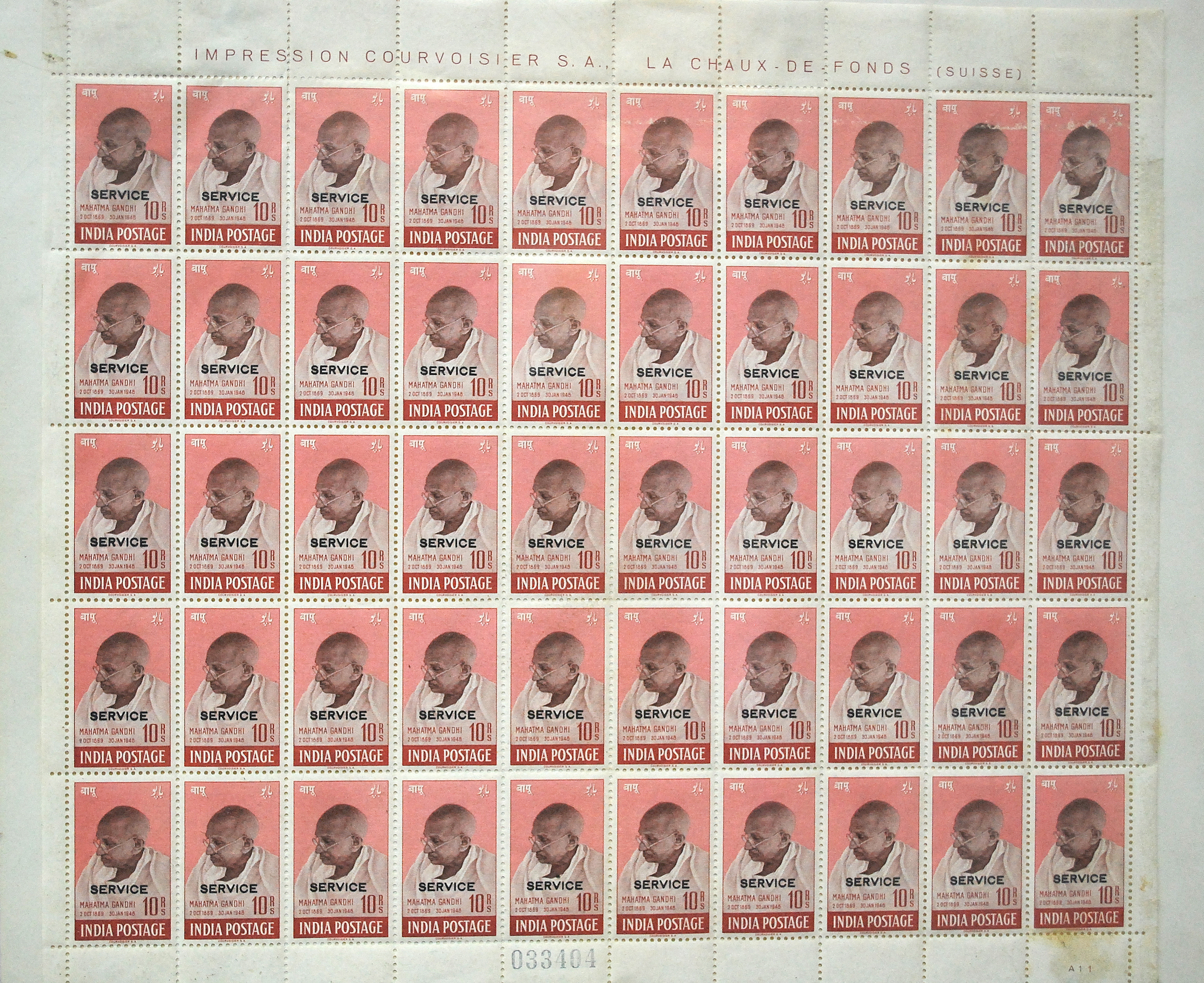
طابع بريد هندي لسنة 1948، من فئة 10 روبيات، طبعة إضافية

## مشكلة في الخدمة
صدرت مجموعة من الطوابع تحمل اسم "خدمة Service" لحكومة الهند لأغراض رسمية. طُبع "خدمة" على 100 طابع فقط من فئة 10 روبيات تحمل اسم المهاتما غاندي، وأُصدرت لاستخدام سي. راجاغوبالاتشاري، الحاكم العام للهند. من بين المئة طابع التي طُبع عليها اسم "خدمة"، أُهدي عدد قليل منها لكبار الشخصيات، بينما لا يزال معظمها، بما في ذلك صفحة طوابع كاملة من 50 طابعًا، في الأرشيف الوطني والمتاحف البريدية وغيرها. يشير كتاب الدكتور روبن رامكيسون والدكتور راجاجوبالان الصادر عام 2006 إلى أن أقل من ثماني نسخ من طوابع "خدمة" التي تحمل اسم غاندي، فئة 10 روبيات، موجودة في أيدي خاصة. بيعت مجموعة "خدمة" الصادرة عام 1948 في مزاد ديفيد فيلدمان مقابل 38,000 يورو في 5 أكتوبر 2007. في عام 2011، باع ديفيد فيلدمان نموذجًا مقابل 144000 يورو، ويشير إلى أن 18 نموذجًا فقط معروف. في أبريل 2017، أفاد ستانلي غيبونز أن صفحة طوابع من أربعة طوابع بريد بقيمة 10 روبيات مطبوعة فوق بعضها قد بيعت إلى جامع طوابع خاص في أستراليا مقابل 500000 جنيه إسترليني في مزاد في المملكة المتحدة. ومن المعروف أن عمليات تزوير الطباعة فوق بعضها معروفة.

## روابط خارجية
- مجموعة طابع غاندي
- طوابع المهاتما غاندي لعام 1948 مطبوع عليها عبارة "Spemen"